# Желехи (Підляське воєводство)
Желехи (пол. Żelechy) — село в Польщі, у гміні Пйонтниця Ломжинського повіту Підляського воєводства.
Населення — 227 осіб (2011).
У 1975-1998 роках село належало до Ломжинського воєводства.

## Демографія
Демографічна структура станом на 31 березня 2011 року:
|          | Загалом | Допрацездатний вік | Працездатний вік | Постпрацездатний вік |
| -------- | ------- | ------------------ | ---------------- | -------------------- |
| Чоловіки | 118     | 28                 | 78               | 12                   |
| Жінки    | 109     | 26                 | 60               | 23                   |
| Разом    | 227     | 54                 | 138              | 35                   |